# Mecanismo

Mecanismo em movimento

Mecanismo é um conjunto de elementos rígidos, móveis uns relativamente a outros, unidos entre si mediante diferentes tipos de junções chamadas pares cinemáticos (pernas, uniões de contato, passadores, etc.), cujo propósito é a transmissão e/ou transformação de movimentos e forças. São, portanto, as abstrações teóricas do funcionamento das máquinas, e de seu estudo se ocupa a Teoria de Mecanismos.
Baseando-se em princípios da álgebra linear e física, se criam esqueletos vetoriais, com os quais se formam sistemas de equações. A diferença de um problema de cinemática ou dinâmica básico, um mecanismo não é considerado como uma massa pontual e, devido a que os elementos que conformam a um mecanismo apresentam combinações de movimentos relativos de rotação e translação, é necessário levar em conta conceitos como centro de gravidade, momento de inércia, velocidade angular, etc. 
Na maioria das vezes um mecanismo pode ser analisado utilizando um enfoque bidimensional, o que reduz o mecanismo a um plano.
Em mecanismos mais complexos, é necessário utilizar uma análise espacial. Um exemplo disto é uma rótula esférica, a qual pode realizar rotações tridimensionais.
A análise de um mecanismo deveria ser feita  na seguinte ordem:
- Análise de posição de um mecanismo.
- Análise de velocidade de um mecanismo.
- Análise de aceleração de um mecanismo.
- Análise dinâmica de um mecanismo.
- Análise de esforços de um mecanismo.

## Métodos para analisar um mecanismo
- Método da velocidade relativa
- Aceleração relativa
- Análise dinâmica